# Raninoides
Raninoides is een geslacht van kreeftachtigen uit de klasse van de Malacostraca (hogere kreeftachtigen).

## Soorten
- Raninoides barnardi Sakai, 1974
- Raninoides benedicti Rathbun, 1935
- Raninoides bouvieri Capart, 1951
- Raninoides crosnieri Ribes, 1989
- Raninoides hendersoni Chopra, 1933
- Raninoides intermedius Dai & Xu, 1991
- Raninoides laevis (Latreille, 1825)
- Raninoides lamarcki A. Milne-Edwards & Bouvier, 1923
- Raninoides longifrons Chen & Türkay, 2001
- Raninoides louisianensis Rathbun, 1933
- Raninoides personatus Henderson, 1888